# Monica Valvik
Grethe Monica Eikild Valvik-Valen (nascida em 15 de setembro de 1970) é uma ex-ciclista norueguesa que, durante a década de 1990, venceu o Campeonato da Noruega de Ciclismo em Estrada cinco vezes.
Valen nasceu em Porsgrunn, e é a irmã de Anita. Foi casada com Svein Inge Valvik.
Competiu nos Jogos Olímpicos de Verão de 1992, onde terminou em quinto, e em 2000, terminando na 29ª posição. Em 1994, conquistou uma medalha de ouro no Campeonato Mundial de Ciclismo em Estrada.